# Qué Hiciste
«Qué Hiciste» (с исп. — «Что ты наделал?») — песня американской актрисы и певицы Дженнифер Лопес для её пятого студийного альбома Como Ama una Mujer (2007). Авторами песни являются Марк Энтони, Хулио Рейес и Химена Ромеро, продюсерами — Энтони и Рейес. Композиция стала одним из самых коммерчески успешных синглов Лопес, заняв высокие места во многих чартах мира. Она стала её первой испаноязычной песней, попавшей в чарт Billboard Hot 100 и достигшей в нём наивысшей, 86-й позиции. Также песня добралась до вершин таких чартов, как Billboard Hot Dance Club Songs и Hot Latin Tracks. Песня возглавляла и чарты Италии и Швейцарии. Лопес впервые исполнила песню 11 апреля 2007 года в программе American Idol, став первой исполнительницей за всю историю шоу, которая спела на испанском языке.

## Музыка и текст
«Qué Hiciste» представляет собой песню, записанную в жанре латино-рок, длительностью четыре минуты и пятьдесят восемь секунд (4:58). Она была написана Марком Энтони, Хименой Ромеро, Хулио Рейесом и спродюсирована Энтони и Рейесом. Композиция положила началу записи первого испаноязычного альбома Лопес, работа над которым проходила в течение трёх лет. Идея создания композиции принадлежит Марку Энтони, которому приснилась умершая за две недели до этого испанская певица Росио Дуркаль. По его словам, во сне певица напела мелодию, которая впоследствии стала частью композиции. Также он говорил, что она рассказала ему о тогда ещё не имевшей названия песне, которая была предназначена только «для Дженнифер». После того, как Марк Энтони рассказал об этом Лопес, не имея рядом никакого студийного оборудования, она взяла свой мобильный телефон, включила свой автоответчик, и попросила его спеть песню, чтобы он не забыл её. Лопес также говорила, что работа над песней проходила в течение двух недель. Спустя несколько месяцев Лопес начала дорабатывать текст в соавторстве с испанским поэтом и закончила через пятнадцать минут. По словам Лопес, запись песен на родном языке её родителей была для неё мечтой.
Первоначально композиция задумывалась как баллада. Однако после того, как текст был написан, «она стала немного „тяжелее“ из-за содержания в ней оттенка рок-музыки. Это невероятно интенсивная песня <…> Это очень страстная и весёлая песня с „сильным“ текстом». Лопес говорила, что это одна из её любимых песен, и что она надеется, чтобы «она так же понравилась и остальным». Джеймс Рид из газеты The Boston Globe отметил, что песня предназначена для «дивы с плохим вкусом» и что в ней поётся о «любви, разрушенной в связи с течением обстоятельств». Рецензент выделил такие строки из композиции: «Ты забыл что это была любовь»/«И разрушил наше счастье». Сделав заключение своей рецензии, он сказал, что «в этой песне Лопес просто-напросто выговорила словесный мусор». Двумя месяцами позже Лопес и Марк Энтони записали сальса-версию песни, которая была спродюсирована Серхио Джорджем — продюсером Энтони, который занимал эту должность в течение длительного времени, и записана на студии The Hit Factory Criteria в Майами. Джордж говорил, что в годы его работы с Энтони он стал намного опытней, что позволило ему работать «легче и экстраординарней».

## Отзывы критиков
Tijana Ilich с сайта «About.com» дала синглу положительную оценку, посчитав, что композиция одна из лучших на альбоме Como Ama una Mujer, и «вполне возможно, что она станет следующим хитом Лопес». Джеймс Рид из газеты The Boston Globe назвал песню «шустрой» «на альбоме, состоящего из песен-баллад». Sal Cinquemani из журнала Slant Magazine разочаровался в альбоме Como Ama una Mujer из-за отсутствия на нём «чисто-латинских» песен, посчитав, что «Qué Hiciste» — «одна из таких песен на альбоме».
В 2008 году песня была номинирована на премию Billboard Latin Music Awards 2008 в категории «Лучшая латинская поп-песня», уступив композиции Джульеты Венегас «Eres Para Mi». Также песня победила на премиях Broadcast Music, Inc. и BMI Latin Awards.

## Коммерческий успех
Композиция стала одним из самых коммерчески успешных синглов Лопес, заняв высокие места во многих чартах мира. Она стала её первой испаноязычной песней, попавшей в чарт Billboard Hot 100 и достигшей в нём наивысшей, 86-й позиции. Плюс ко всему песня достигла успеха в таких чартах, как Billboard Hot Dance Club Songs и Hot Latin Tracks. Помимо чартов США, песня также попала в некоторые международные чарты. В Италии она дебютировала на вершине национального чарта на неделе, закончившейся 15 марта 2007 года, и находилась там в течение двух недель, после чего опустилась на пятую позицию. В Швейцарии песня дебютировала под номером один на неделе, закончившейся 25 марта 2007 года. На следующей неделе она опустилась на второе место, вернувшись на вершину чарта через неделю, после чего начала постепенно сдавать позиции. В общей сложности она провела в чарте 32 недели. В Германии синглу удалось занять десятое место в национальном чарте. В Бельгии трек занял тринадцатое место во Фландрии и одиннадцатое в Валлонии. Также песня заняла девятнадцатое место в чартах Австрии.

## Видеоклип
Премьера видеоклипа состоялась 5 февраля 2007 года на канале MTV.
Клип начинается со сцены, в которой Лопес едет на машине по шоссе, расположенному в пустыне, поёт и выглядывает из окна. Затем она останавливается на автозаправочной станции и заходит в дамскую комнату для того чтобы переодеться. Следом идёт сцена, в которой Лопес танцует. Сзади и спереди неё пылают огни. После несколько таких сцен Лопес вновь меняет одежду в той же уборной. Потом вновь показывается сцена, где она ведёт машину, но на этот раз по пустыне, неподалёку от шоссе. Затем Лопес останавливается, достаёт канистру бензина и наполняет им машину. Машина взрывается, Лопес отходит на пару шагов от неё. Далее Лопес вновь танцует, но уже в другой одежде. Рядом с ней находится взорвавшаяся машина и те же огни.
11 апреля 2007 года Лопес исполнила «Qué Hiciste» в программе American Idol. Она стала первой исполнительницей, которая спела испаноязычную песню за всю историю шоу. На сцене использовалась машина для создания эффекта тумана. В телевизионной версии выступления используются смонтированные кадры с Лопес за день до этого выступления.

## Список композиций
| №                   | Название                   | Длительность |
| ------------------- | -------------------------- | ------------ |
| 1.                  | «Qué Hiciste»              | 4:58         |
| 2.                  | «Qué Hiciste» (Radio edit) | 4:31         |
| Общая длительность: | Общая длительность:        | 9:29         |

| №                   | Название                             | Длительность |
| ------------------- | ------------------------------------ | ------------ |
| 1.                  | «Qué Hiciste»                        | 4:58         |
| 2.                  | «Qué Hiciste» (Salsa Remix)          | 4:50         |
| 3.                  | «Qué Hiciste» (Cass&Dubs Remix)      | 4:10         |
| 4.                  | «Qué Hiciste» (Tony Moran Radio Mix) | 4:30         |
| Общая длительность: | Общая длительность:                  | 18:28        |

## Чарты
| Чарт (2007)                    | Наивысшая позиция |
| ------------------------------ | ----------------- |
| Австрия                        | 19                |
| Бельгия (Фландрия)             | 13                |
| Бельгия (Валлония)             | 11                |
| Европейский союз               | 20                |
| Германия                       | 10                |
| Италия                         | 1                 |
| Россия                         | 7                 |
| Испания                        | 1                 |
| Швейцария                      | 1                 |
| США                            | 86                |
| США (Hot Dance Club Songs)     | 1                 |
| США (Latin Songs)              | 1                 |
| США (Latin Pop Songs)          | 6                 |
| США (Regional Mexican Airplay) | 34                |

| Чарт (2007)           | Наивысшая позиция |
| --------------------- | ----------------- |
| Бельгия (Валлония)    | 45                |
| Бельгия (Фландрия)    | 74                |
| Греция                | 36                |
| Германия              | 77                |
| Италия                | 8                 |
| Румыния               | 30                |
| Испания               | 3                 |
| Швейцария             | 13                |
| США (Latin Pop Songs) | 26                |

## Сертификации
| Страна  | Сертификация | Продажи |
| ------- | ------------ | ------- |
| Испания | Платиновый   | 320,000 |

## Участники записи
Информация адаптирована с буклета альбома Como Ama una Mujer

### Запись
- Песня была записана на студии Record Plant[англ.] в Лос-Анджелесе.

### Участники
- Вокал — Дженнифер Лопес
- Текст — Хулио Рейес, Химена Ромеро
- Музыка — Марк Энтони
- Продюсирование — Марк Энтони, Хулио Рейес
- Инжиниринг звукозаписи — Энтони Килхоффер
- Инжиниринг микширования — Andrés Bermudes, Хулио Рейес
- Арт-директор — Джулиан Пепло
- Фотограф — Тони Дьюран

## История релиза
| Страна         | Дата релиза    | Формат               | Лейбл        |
| -------------- | -------------- | -------------------- | ------------ |
| Канада         | 26 января 2007 | Цифровая дистрибуция | Epic Records |
| Франция        | 26 января 2007 | Цифровая дистрибуция | Epic Records |
| Великобритания | 2 марта 2007   | Цифровая дистрибуция | Epic Records |
| Великобритания | 13 марта 2007  | CD-сингл             | Epic Records |
| Германия       | 23 марта 2007  | CD-сингл             | Epic Records |
| Германия       | 4 мая 2007     | Цифровой мини-альбом | Epic Records |
| Канада         | 28 мая 2007    | CD-сингл             | Epic Records |